# Cordiglottis pulverulenta
Cordiglottis pulverulenta là một loài thực vật có hoa trong họ Lan. Loài này được (Carr) Garay mô tả khoa học đầu tiên năm 1972.